# Рябина Кёне
Рябина Кёне (лат. Sorbus koehneana) — вид рода Рябина семейства Розовые (Rosaceae). Плодовое деревце, заметное своими яркими белыми плодами и ярко-красной осенней листвой. Названо в честь Эмиля Кёне.
Произрастает в центральном и юго-восточном Китае, в смешанных лесах на высоте от 2000 до 4000 метров над уровнем моря.